# 佩图什基农村居民点
佩图什基农村居民点（俄语：Петушинское сельское поселение）是俄罗斯联邦弗拉基米尔州佩图什基区所属的一个农村居民点。其下辖有38个居民点，行政中心为旧佩图什基。据2016年统计，该农村居民点的人口为4963人。